# (4209) Briggs
(4209) Briggs ist ein Hauptgürtelasteroid, der am 4. Oktober 1986 von Eleanor Helin am Palomar-Observatorium entdeckt wurde.
Der Asteroid wurde nach dem Astrophysiker Geoffrey A. Briggs benannt.